# 昌列寺小經堂
昌列寺小經堂位於四川省阿壩州馬爾康縣，文物年代判定為1982年。2012年7月16日公佈為四川省文物保護單位。昌列寺小經堂位於四川省阿壩藏族羌族自治州馬爾康縣馬爾康鎮英波洛村，該寺始建於十三世紀四十年代，屬藏傳佛教之寧瑪派寺院，現存建築均為二十世紀80年代後原址恢復重建。小經堂位於居寺院西南角，為典型的藏傳佛教寺院建築，單體二層石木結構，重簷歇山頂，人字形木行架，石砌外牆底大上小，外收內直，垂帶式踏道20級。平面佈局呈長方形，坐西朝東，門廳、轉經廊、正殿組成，面闊23.4米，進深26.5米，占地面積620平方米。樑柱、托木彩繪，色澤豔麗，二層西北角小經堂內保存大量珍貴文物，此外收藏有來自尼泊爾的佛金及板壁畫數十件，異域特色濃郁。